# Stibolt
Stibolt er navnet på to nulevende slægter: En borgerslægt samt en dansk adelsslægt tilhørende lav- og sværdadelen. Begge slægter har i tidens løb især været knyttet til Søværnet.
Kommandørkaptajn Caspar Henrik Stibolt (1692-1779) blev 24. september 1777 optaget i den danske adel ved naturalisation under påberåbelse af at tilhøre en tysk adelsslægt. Denne forbindelse har dog ikke kunnet påvises.
Han var med sin første hustru fader til kommandørkaptajn Thiel Erich Stibolt (1726-1790) og med sin anden hustru fader til sekondløjtnanterne Niels Madsen Stibolt (1728-1752), Christopher Stibolt (1747-1772) og Friderich Michael Stibolt (1756-1773), kaptajnløjtnant Thomas Christian Stibolt (1744-1816)
og kommandørkaptajnerne Hans Henrich Stibolt (1735-1793),  Ernst Wilhelm Stibolt (1741-1796) og Andreas Henrik Stibolt (1739-1821) og. Sidstnævnte var fader til viceadmiral Jens Peter Stibolt (1774-1860).
Andreas Henrik Stibolt var fader til oberstløjtnant Caspar Henrik Stibolt (1775-1850), som var fader til Jens Peter Stibolt (1812-1887), der udvandrede til USA, hvor han blev advokat og senere redaktør på avisen Der Domokrat i Baltimore, Iowa. Han havde otte børn og er stamfader til den amerikanske Stibolt-familie.
En norsk slægt Stibolt udspringer fra kaptajn Andreas Henrik Stibolt (1686-1726), som adopterede sin hustrus søn og datter af første ægteskab og antog navnet Stibolt. Sønnen Peter Lorentz Stibolt (1708-1764) blev kaptajn i flåden og døde den 10. december 1764 i Drammen. Han er stamfader for den norske slægt Stibolt, af hvilken flere medlemmer også blev danske søofficerer. Den norske slægt er ikke adelig.
Til denne borgerlige linje hører også den danske stenograf Peter Kristian Stibolt (1873-1950).